# Ropijärvi
Ropijärvi är en sjö i Finland. Den ligger i kommunen Enontekis i landskapet Lappland, i den norra delen av landet, 1 000 km norr om huvudstaden Helsingfors. Ropijärvi ligger 398,5 meter över havet. Omgivningarna runt Ropijärvi är i huvudsak ett öppet busklandskap. Arean är 1,27 kvadratkilometer och strandlinjen är 5,79 kilometer lång. Sjön  ingår i Torne älvs huvudavrinningsområde. 